# Московский институт электронной техники
Национа́льный иссле́довательский университе́т «Моско́вский институ́т электро́нной те́хники» (МИЭТ) — российский технический университет в области электроники, информационных и компьютерных технологий, один из 29 национальных исследовательских университетов. Основан в 1965 году; территориально расположен в Зеленограде.
Издаёт научные журналы «Известия высших учебных заведений. Электроника» (с 1996 года) и «Экономические и социально-гуманитарные исследования» (с 2014 года).

## История
Основан 26 ноября 1965 года, однако официальной датой рождения считается 9 декабря 1965 года, когда соответствующее постановление Совета министров СССР было исполнено министерствами высшего и среднего специального образования СССР и РСФСР.
В январе 1966 года исполняющим обязанности ректора стал профессор Московского горного института Ершов Леонид Викторович. В апреле институту были выделены несколько квартир в одном из корпусов в 1-м микрорайоне для организации администрации и приёма первых преподавателей, и начато строительство первого здания (школы) в Северной промышленной зоне. В августе на должность ректора МИЭТ был назначен бывший декан приборостроительного факультета МВТУ имени Баумана профессор Леонид Николаевич Преснухин, а для заселения иногородних студентов выделен один из корпусов общежития строителей на улице Юности (ныне студгородок МИЭТ).
1 сентября 1966 года — стало первым 1 сентября нового вуза. Первокурсниками стали 250 человек, ещё 35 человек стали студентами второго курса — в основном это были жители города Зеленограда, окончившие первый курс в других вузах. Занятия проводились на втором этаже ещё достраиваемой школы и в общежитии.
В 1966 году было начато проектирование, а в следующем 1967 году строительство основного комплекса зданий института, под который была выделена площадка в Южной промышленной зоне города. Архитекторами комплекса стали Феликс Аронович Новиков и Григорий Ефимович Саевич, инженером-конструктором — Юрий Ионов. В состав комплекса вошли 5 объединённых переходами корпусов (центральный административно-учебный, 2 учебных, дом культуры и спорткомплекс), облицованных красным кирпичом «Лоде» (Латвия).
В том же году формируются первые факультеты — физико-технический (ФТ, проектирование и технологии производства интегральных микросхем), микроприборов и технической кибернетики (МПиТК, проектирование электронных и вычислительных систем), физико-химический и электронного машиностроения (ФХиЭМ, материалы, технологии и оборудование для электронной промышленности), а также вечерний.
В 1969 году был введён в эксплуатацию учебный корпус № 3 (младшие курсы и общеобразовательные кафедры), а в 1970 году — корпус № 4 (старшие курсы и выпускающие кафедры); в результате институт смог полностью переехать на собственные площади. В 1971 году после ввода в эксплуатацию корпуса № 1 (администрация, библиотека и большие потоковые лектории), корпуса № 2 (дом культуры с актовым залом и столовая) и корпуса № 5 (спортзал и бассейн) строительство комплекса института было в основе завершено, и 27 декабря на торжественном открытии комплекса институту был вручён символический ключ. При этом, в первые же годы эксплуатации первого корпуса было выявлено, что выбранное архитекторами решение для крыши первого корпуса способствует искусственному накоплению дождевой воды и снега и вкупе с нарушением гидроизоляции в силу использования материалов с различными коэффициентами теплового расширения приводит к систематическим протеканиям.
Художественное оформление внешних стен библиотеки в вестибюле главного корпуса было выполнено в 1974 году скульптором Эрнстом Неизвестным в виде большого (970 м², на все четыре стены) белого барельефа «Становление человека разумного».
В 1972—1973 учебном году в институте училось около 6000 студентов, а также работало около 400 преподавателей из которых 30 были профессорами и докторами наук, а ещё около 200 являлись доцентами и кандидатами наук.
11 марта 1984 года институт был награждён Орденом Трудового Красного Знамени «за заслуги в создании специальной техники и в деле подготовки высококвалифицированных специалистов».
В 1992 году институт получил статус технического университета и наименование Московский государственный институт электронной техники (технический университет).
В 2000 году университет в дополнении к своему классическому логотипу — МИЭТ-осциллограмме — получил собственный герб, разработанный РОО «Академия русской символики „Марс“».
В 2010 году МИЭТ получил статус национального исследовательского университета.
В 2017 году в университете была проведена реформа организационной структуры с переходом от двухуровневой системы факультетов и кафедр к одноуровневой системе институтов и отдельных кафедр, подчинённых напрямую руководству университета.
В 2019 году изначальный комплекс зданий университета 1966—1971 годов (корпуса 1-5) был включен в государственный реестр памятников истории и культуры народов Российской Федерации как объект культурного наследия регионального значения (достопримечательное место).

## Руководители
Ректоры
- Ершов Леонид Викторович (д.т.н., профессор) — 1966 (исполняющий обязанности ректора)
- Преснухин Леонид Николаевич (член-корреспондент РАН, д.т.н., профессор) — 1966—1988
- Вернер Виталий Дмитриевич (д.ф.-м.н., профессор) — 1988—1998
- Чаплыгин Юрий Александрович (член-корреспондент РАН[15], д.т.н., профессор) — 1998—2016
- Беспалов Владимир Александрович (член-корреспондент РАН, д.т.н., профессор) — 2016—2024
- Гаврилов Сергей Александрович (д.т.н., профессор) — 2024—2025 (исполняющий обязанности ректора)

Президенты
- Чаплыгин Юрий Александрович (академик РАН, д.т.н., профессор) — 2016—н.в.

Научный руководитель
- Беспалов Владимир Александрович (член-корреспондент РАН, д.т.н., профессор) — 2024—н.в.

- Мемориальная табличка в память о первом ректоре МИЭТ Л. Н. Преснухине на фасаде главного здания
- Президент МИЭТ Ю. А. Чаплыгин, ректор МИЭТ в 1998—2016 годах

## Рейтинги
В 2016 году МИЭТ впервые вошёл в расширенный до 980 участников рейтинг World University Rankings 2016-2017 журнала Times Higher Education, заняв 800+ место и став одним из 24 российских вузов в данном рейтинге. По состоянию на 2020 год в расширенном до 1500+ участников World University Rankings 2021 МИЭТ занимал 1001+ место и являлся одним из 48 российских вузов в данном рейтинге. В 2022 году вуз вошёл в международный рейтинг «Три миссии университета», где занял позицию в диапазоне 901—1000.

## Институты и направления подготовки
- Институт биомедицинских систем (БМС)
  - Биотехнические системы и технологии
- Институт высокотехнологичного права, социальных и гуманитарных наук (ВП СГН)
  - Правовое обеспечение национальной безопасности
- Институт интегральной электроники (ИнЭл)
  - Электроника и наноэлектроника
- Институт лингвистического и педагогического образования (ЛПО)
  - Лингвистика
  - Педагогическое образование (с двумя профилями подготовки) — учитель информатики и иностранного языка
- Институт международного образования (ИМО)
- Институт микроприборов и систем управления (МПСУ)
  - Информатика и вычислительная техника
  - Радиотехника
  - Управление в технических системах
- Институт нано- и микросистемной техники (НМСТ)
  - Конструирование и технология электронных средств
- Институт перспективных материалов и технологий (ПМТ)
  - Наноматериалы
  - Материаловедение и технологии материалов
  - Техносферная безопасность
- Институт психологии
  - Психология
  - Психолого-педагогическое образование
- Институт системной и программной инженерии и информационных технологий (СПИНТех)
  - Прикладная информатика
  - Программная инженерия
  - Управление качеством
- Институт физики и прикладной математики (ФПМ)
- Институт цифрового дизайна (ЦД)
  - Дизайн
  - Информационные системы и технологии
- Направления подготовки и специальности, реализуемые вне институтов
  - Инноватика
  - Инфокоммуникационные технологии и системы связи
  - Информационная безопасность
  - Менеджмент
  - Прикладная математика
  - Экономическая безопасность

- Военный учебный центр (ВУЦ)
  - военно-учётные специальности войск ПВО Сухопутных войск[19]
- Колледж информатики и электроники (среднее специальное образование)
  - Информационные системы и программирование
  - Твердотельная электроника